# Roland Johansson
Kurt Roland Johansson (ur. 19 lipca 1930 w Harplinge, zm. 24 kwietnia 2005 w Halmstad) – szwedzki pięściarz, reprezentant kraju na igrzyskach olimpijskich w Helsinkach (1952).
Na igrzyskach wziął udział w turnieju w wadze muszej. W pierwszej walce wygrał 2:1 z reprezentantem Argentyny Alberto Barenghim, w drugiej przegrał 3:0 z reprezentantem Rumunii Mirceo Dobrescu.